# Pioneer P 3

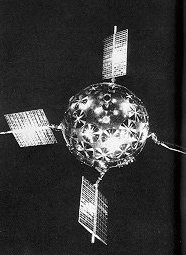
Sonda Pioneer P 31

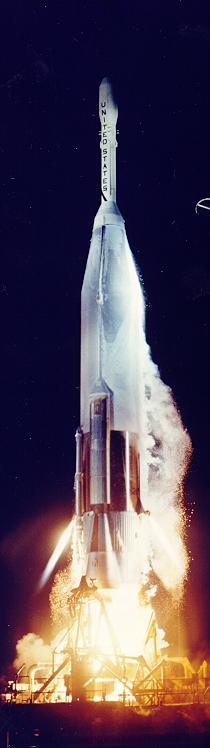
Start rakiety Atlas Able z sondą Pioneer P 3

Pioneer P 3 (sondy Atlas-Able) – całkowicie nieudana seria amerykańskich sond księżycowych. Niepowodzeniem zakończyły się wszystkie trzy próby wystrzelenia sond z tej serii. Planowano wprowadzenie ich na orbitę wokółksiężycową. Sondy były misjami NASA, wytworzonymi przez Jet Propulsion Laboratory i wystrzeliwanymi przez Siły Powietrzne Stanów Zjednoczonych. Do serii należały:
- Pioneer P 1 – eksplozja rakiety Atlas C Able podczas przedstartowego testu statycznego 24 września 1959. Sonda P-1 (Able IV) nie była zamontowana w tym czasie na rakiecie i została później przemianowana na P-3.
- Pioneer P 3 (Able IVB) – wystrzelony 26 listopada 1959 o 07:26 UTC rakietą Atlas Able. Ważył 169 kg. W 45 sekundzie lotu przedwcześnie oderwał się czepiec rakiety chroniący ładunek. W 104 sekundzie lotu utracono łączność z trzecim stopniem rakiety, który uległ zniszczeniu wraz z ładunkiem.
- Pioneer P 31 – eksplozja rakiety Atlas D Able podczas przedstartowego testu statycznego 15 lutego 1960[1].
- Pioneer P 30 (Able VA) – wystrzelony 25 września 1960 o 15:13 UTC rakietą Atlas Able. Ważył 175 kg. Sonda nie osiągnęła orbity z powodu usterki drugiego stopnia rakiety nośnej. Rakieta osiągnęła apogeum na wysokości 1290 km.
- Pioneer P 31 (Able VB) – wystrzelony 15 grudnia 1960 o 09:10 UTC rakietą Atlas Able. Ważył 175 kg. W wyniku przedwczesnego zapłonu członu Able doszło do eksplozji rakiety nośnej w 70 sekundzie lotu, na wysokości 12 200 m.